# Tribu Ja'alin
Les Ja'alin, Ja'aliya, Ja'aliyin ou Ja'al ( arabe : جعليون   ) sont une tribu arabe au Soudan. Les Ja'alin sont avec les Shaigiya et les Danagla,l'une des trois principales tribus arabes soudanaises du nord du Soudan. Ils retracent leur origine à Ibrahim Ja'al, un noble abbasside, dont le clan est  originaire du Hejaz dans la péninsule arabique. Ja'al est un descendant d'al-Abbas, un oncle de Muhammad. Les Ja'alin occupaient autrefois le pays sur les deux rives du Nil de Khartoum à Abu Hamad. Selon une source, la tribu aurait parlé jusqu'au XIXe siècle un dialecte nubien  disparu. Des politiciens soudanais sont issus de la coalition tribale Ja'alin.

## Histoire
Les Ja'alin font remonter leur lignée à Abbas, oncle de Mahomet. Lors de l'invasion égyptienne de 1811, ils sont la plus puissante des tribus arabes de la vallée du Nil. Ils se sont d'abord soumis, mais en 1822 se sont rebellés et ont massacré la garnison égyptienne de Shendi avec le Mek Nimr, un roi Ja'ali ( mek ) brûlant Ismail, le fils de Muhammad Ali Pacha et son cortège lors d'un banquet. La révolte fut réprimée sans pitié. En 1884Ils  rejoignent le Mahdi , et c'est leur position au nord de Khartoum qui rend la communication avec le général Gordon difficile. Les Ja'alin sont devenus un peuple agricole semi-nomade.
La reconquête anglo-égyptienne du Soudan a commencé en 1896. En juillet 1897, les chefs tribaux Ja'alin refusent d'autoriser les forces mahdistes à occuper la ville Ja'alin de Metemmeh, point stratégique sur le Nil, à 180 km en aval d'Omdourman. Après que les Khalifa aient refusé une offre de leurs dirigeants pour que les Ja'alin protègent cette partie du Nil de l'avancée des forces anglo-égyptiennes, les dirigeants Ja'alin demandent la protection du général Kitchener, commandant de l'armée anglo-égyptienne. En réponse, les forces mahdistes  attaquent Metemmeh, tuant plusieurs milliers de Ja'alin , les tueries se poursuivent l'année suivante. En 1898 les membres de la tribu Ja'alin soutiennent les forces anglo-égyptiennes lors de leur avance sur Omdurman , notamment en fournissant une force de 2 500 cavaliers, qui a aidé à nettoyer la rive est du Nil des combattants mahdistes dans les jours précédant la bataille d'Omdurman .

## Emplacement
Ce groupe de plus de quatre millions de personnes vit dans les villes le long des rives du Nil, en particulier dans l'ancienne ville de Shendi qui a historiquement servi de capitale tribale.

## Mode de vie
Certains Ja'alin cultivent et élèvent  du bétail le long des rives du Ni. Au XXIe siècle, ils constituent  une  partie de la population urbaine soudanaise, formant  la classe marchande. Bien que beaucoup se soient installés dans des villes, comme la capitale soudanaise de Khartoum, ils conservent  leur identité tribale et leur solidarité gardant contact avec leur foyer d'origine.

## Sous-groupes
Historiquement, un petit groupe appelé Meyrifab était parfois classé parmi les Ja'alin, mais ces derniers ont rejeté cette inclusion.